# Cap humà
El cap humà, és la part superior del cos humà que es troba unida al tronc per mitjà del coll. En el cap està contingut el cervell, que és on es produeixen les idees conscients, la imaginació, la memòria, la creativitat i la presa de decisions. Els ulls, boca, orelles i nas són els principals receptors que posseeix el cap. La cara és la part més visible que posseeix el cap humà doncs d'ella depèn la identitat de cada individu. S'hi poden trobar les òrbites dels ulls, músculs de la masticació, diverses glàndules secretores, entre d'altres. Moltes especialitats de les ciències de la salut estudien aquesta zona del cos, entre elles l'anatomia, la neurologia, la neurocirurgia, la neurorradiologia, l'odontologia, la cirurgia maxil·lofacial, la psiquiatria, l'oftalmologia, la rinologia, etc.

## Aspectes culturals
Per als humans, la cara és la característica principal que permet distingir entre diferents persones, per les seves característiques fàcilment recognoscibles com els cabells i el color dels ulls, el nas, la boca i també per les arrugues de la pell, etc. El cap humà pesa normalment entre 2,2 kg i 13,6 kg. Quan s'observen diferents espècies, totes les cares semblen idèntiques. Els nadons humans estan biològicament programats per reconèixer les diferències subtils en els trets facials. Al llarg de la història, moltes tribus han considerat el cap com una relíquia protectora o un valuós trofeu de guerra, digne d'exposició per ser contemplat i admirat. La trepanació, tant en el Nou com en el Vell Món, s'ha practicat amb finalitats curatives i rituals des de fa mil·lennis. En els dibuixos animats, els personatges intel·ligents es representen popularment amb caps més grans. En la ciència-ficció una característica dels extraterrestres és representar-los amb caps d'un volum exagerat, el que simbolitza intel·ligència. Fora d'aquesta representació simbòlica, però, els avenços en neurobiologia han mostrat que la mida total del cervell no és un indicador fiable de la intel·ligència d'un individu. Els impulsors de l'anomenat racisme científic basaren moltes de les seves errònies asseveracions en les característiques morfològiques del cap.

### Vestimenta

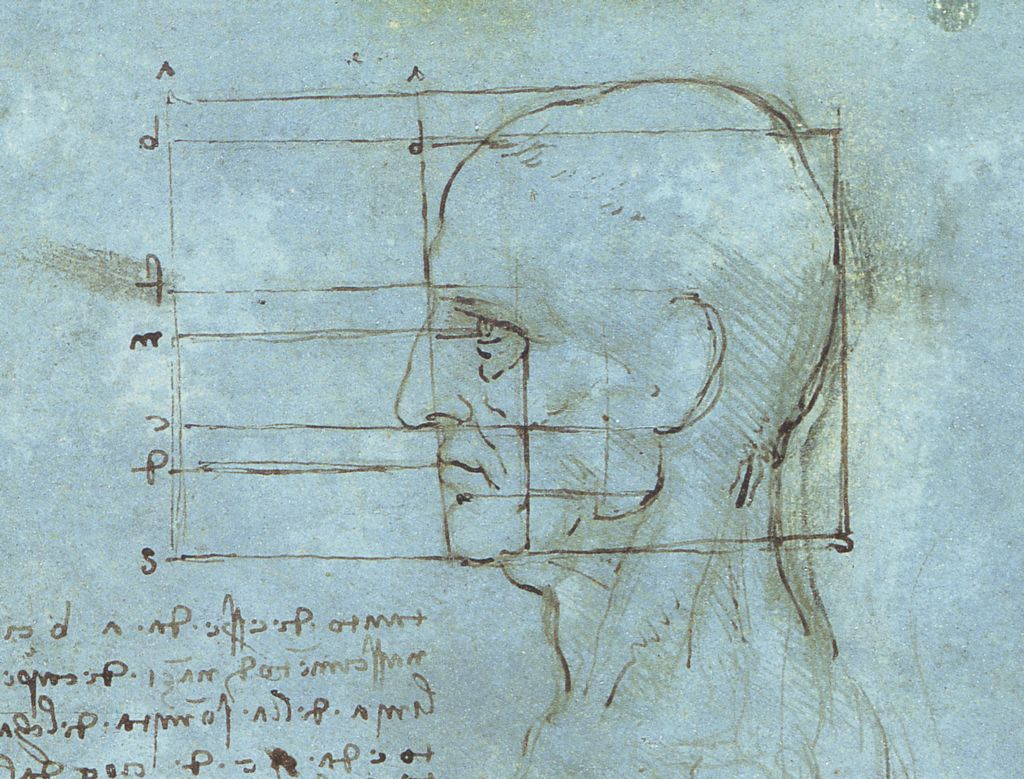
Cap humà. Dibuix de Leonardo da Vinci.

En moltes cultures, el cap és vist com un signe de respecte. Sovint, només una part o la totalitat del cap ha d'estar coberta en entrar en llocs sagrats o llocs d'oració. Durant molts segles, les dones a Europa, a l'Orient Mitjà i al sud d'Àsia han cobert el seu cabell en senyal de modèstia o decència. Aquesta tendència ha canviat dràsticament a Europa durant el segle xx, tot i que encara s'observen en altres parts del món. Les dones musulmanes cobreixen els cabells, les orelles i el coll amb una bufanda. La gent pot cobrir el cap per altres raons. El barret generalment cobreix només la part superior del cap. Això pot formar part d'un uniforme, com per exemple l'uniforme d'un policia, un dispositiu de protecció com ara un casc militar dur, una cobertura per protegir de la calor, o un accessori de moda. Diferents peces al cap també poden indicar una determinada simbologia amb relació a la religió, espiritualitat, grup social, ocupació i, simplement, una qüestió de moda.

## Antropometria
Com a part del bertillonatge, l'anàlisi antropomètric del cap va ser un dels primers mètodes criminalístics emprats per identificar persones fins que fou substituït per la dactiloscòpia, un procediment molt més fiable.

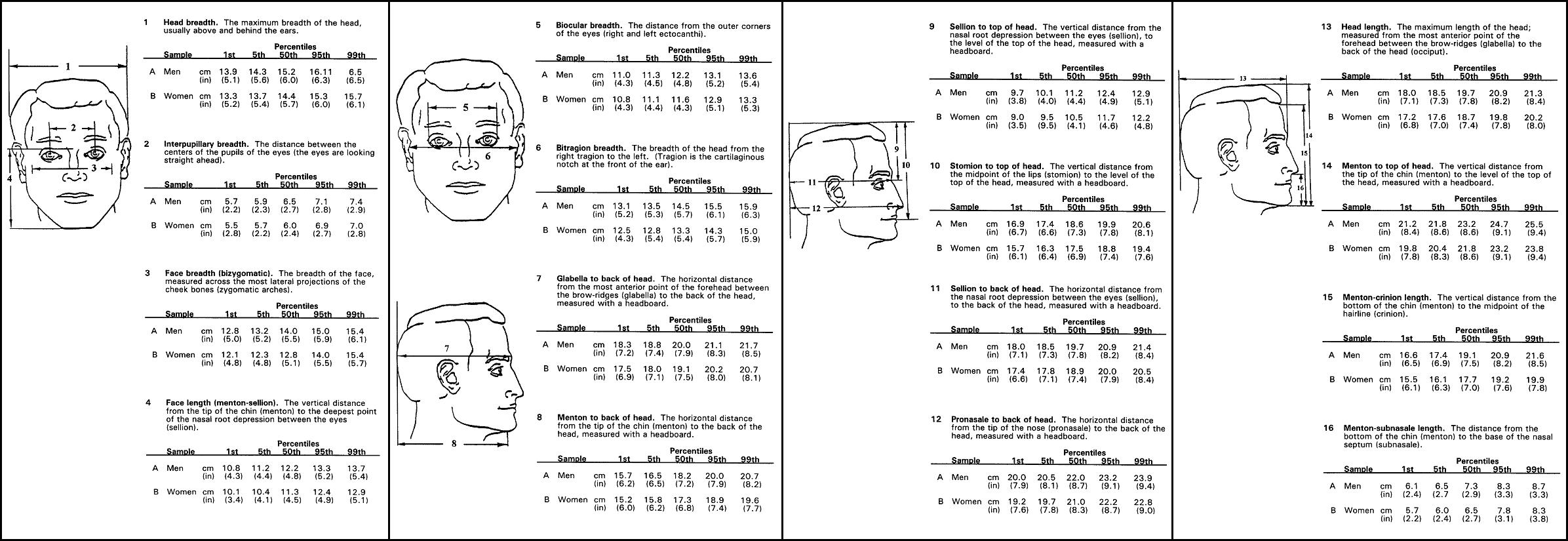
Característiques físiques del cap d'un humà adult. Un estudi realitzat als Estats Units va estimar que la circumferència mitjana del cap humà és de 53 cm en les dones i 57 cm en els homes.

Les teories pseudocientífiques basades en la craniometria van tenir un paper fonamental en el desenvolupament del racisme científic.